# Діого Рінкон
Діо́гу Аугу́сту Паше́ку да Фонто́ра (порт. Diogo Augusto Pacheco da Fontoura; нар. 18 квітня 1980, Порту-Алегрі, Бразилія), або просто Діо́го Рінко́н (Diogo Rincón)) — бразильський футболіст, відомий за виступами за київське «Динамо» протягом 2002—2007 років. Амплуа — атакувальний півзахисник. Чемпіон світу серед юнаків (U-17). Виступав також за клуби «Інтернасьйонал», «Корінтіанс-Пауліста», «Кавала».
Чемпіон України 2003, 2004, 2007. Володар Кубка України 2003, 2005, 2006, 2007.

## Футбольна кар'єра
Автор багатьох вирішальних голів: гол у фіналі Кубка України 2003 року, дубль московському «Локомотиву» (ЛЧ-03/04), дубль «Байєру» (ЛЧ-04/05), дубль «Фенербахче» (ЛЧ-06/07). На думку багатьох фахівців та вболівальників, найкращий бразильський легіонер «Динамо» в історії клубу.
Після п'яти з половиною років виступів за «Динамо», у лютому 2008 року перейшов на правах оренди у бразильський «Корінтіанс».
У 2009—2010 грав за грецький клуб «Кавала», який залишив в 2011 році після того, як кілька місяців не отримував заробітну плату.
У листопаді 2011 року він підписав контракт з бразильським клубом «Пелотас», але менш ніж через два місяці був звільнений з дисциплінарних причин. У січні 2012 року підписав контракт з бразильським клубом Каноас.
Після завершення футбольної кар'єри став місіонером однієї з біблійських церков.

## Титули і досягнення
- Чемпіон світу (U-17): 1997
- Чемпіон Південної Америки (U-17): 1997
- Чемпіон України: 2002-03, 2003-04, 2006-07
- Володар Кубка України: 2002-03, 2004-05, 2005-06, 2006-07